# Cleidogona rafaela
Cleidogona rafaela är en mångfotingart som beskrevs av Chamberlin 1943. Cleidogona rafaela ingår i släktet Cleidogona och familjen Cleidogonidae. Inga underarter finns listade i Catalogue of Life.